# Paddelschlag

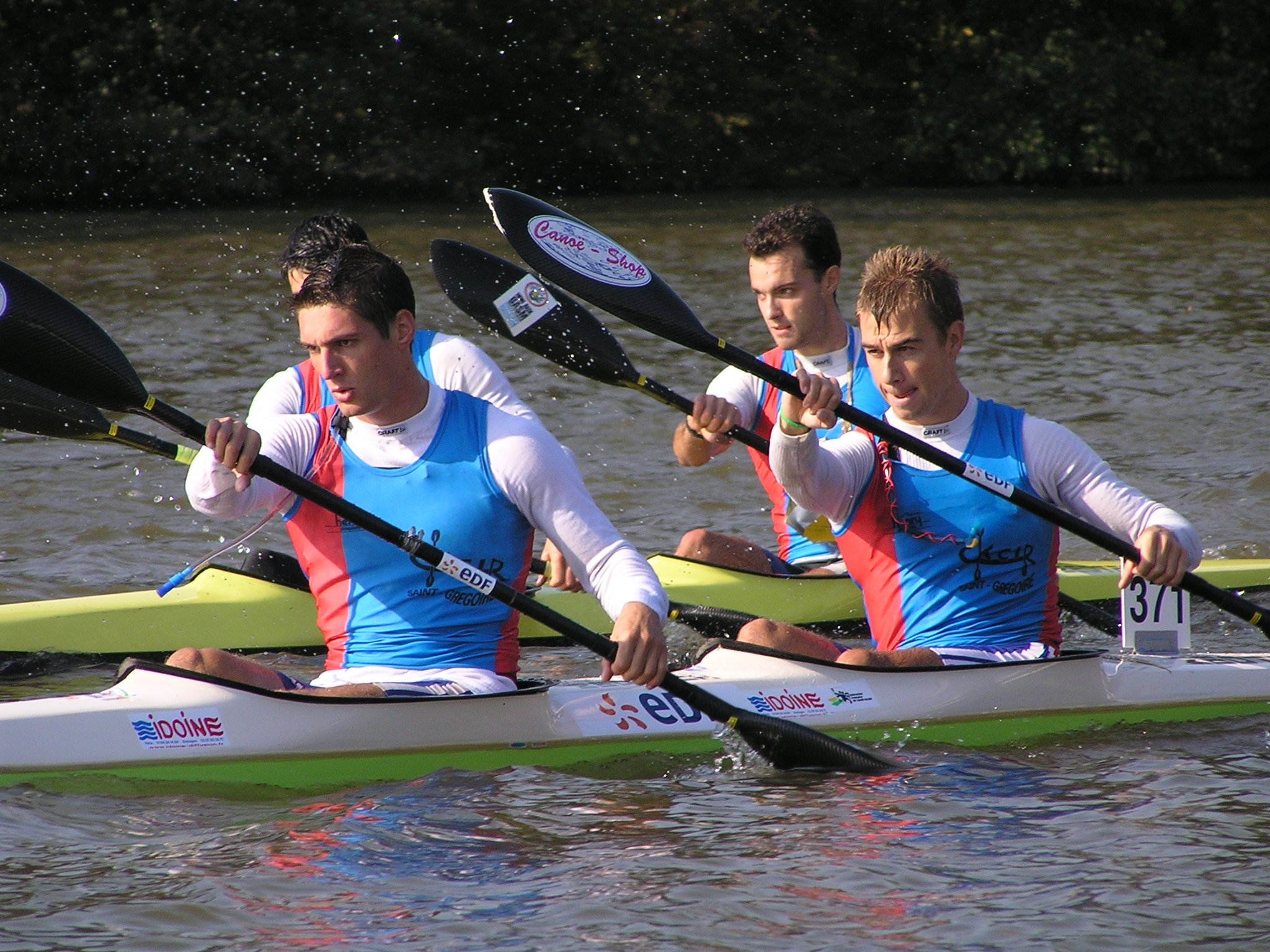
Zweier-Kajaks („K-2“) bei der franz. Meisterschaft: Grundschlag

Paddelschläge werden genutzt, um ein Paddelboot anzutreiben. Sie werden mit dem Doppelpaddel oder mit dem Stechpaddel ausgeführt, um das Boot voranzutreiben, abzubremsen, zu steuern oder dem Boot zusätzliche Stabilität im labilen Gleichgewicht auf dem Wasser zu geben. Die verschiedenen Schläge werden mit den beiden Paddelarten in den verschiedensten Bootstypen, die mit ihnen gepaddelt werden, ausgeführt. Die Art der Ausführung des Schlages und seine Wirkung ist auch vom verwendeten Kanu abhängig.

## Paddelhaltung
Der Paddelschlag wird nicht nur mit den Händen bzw. Armen ausgeführt, sondern auch durch die Oberkörperbewegung unterstützt. Die Sitzhaltung soll daher eine schwingende und rotierende Oberkörperbewegung erlauben, selbst wenn durch das Tragen einer Schwimmweste der Bewegungsfreiraum eingeschränkt wird. Der Oberkörper wird gerade und aufrecht bis leicht nach vorne geneigt gehalten (ca. 10 Grad). Dabei soll auch das Becken leicht nach vorne gekippt werden. Kniend im Kanadier erfolgt das automatisch, sitzend im Kanadier und im Kajak ist eine bewusste Körperhaltung erforderlich.
Für einen effizienten Paddelschlag nutzt man Körperrotation statt schierer Armkraft. Dabei bleiben die Arme bei den meisten Paddelschlägen annähernd gerade und übertragen nur die Kräfte auf das verankerte Paddel im Wasser.

## Grundlagen
Der Ablauf eines Paddelschlags kann in vier Abschnitte eingeteilt werden:
1. Paddel im Wasser verankern
2. Paddel kurzer Ruck für den Vorwärtstrieb
3. Paddel lose weitergleiten lassen
4. Paddel recover

Jeder Abschnitt hat eine Technik, die die Effizienz des gesamten Paddelschlags beeinflusst.
Bei der Verwendung des Doppelpaddels finden zwei Abschnitte gleichzeitig statt: Während z. B. das Paddel auf der einen Seite durchgezogen wird, wird es automatisch auf der anderen Seite vorgeholt.
Der Ablauf läuft nicht generell so ab. Verschiedene Paddelschläge erfolgen „statisch“, es findet also kein aktives Durchziehen und Vorholen statt (z. B. stationärer Ziehschlag, Stützschlag, Steuerschlag). Bei anderen Schlägen wird ununterbrochen durchgezogen (z. B. Wriggschlag).
Beim Paddel eintauchen wird das Blatt in der Längsrichtung des Schafts in das Wasser eingestochen. Bei Kajaks kann der Bewegungsablauf beim Eintauchen auch ein seitliches Einschneiden sein, dass also das Blatt wie ein Messer ins Wasser schneidet. Das Eintauchen soll weit vorne erfolgen, was durch leichtes Vorschwingen des Oberkörpers bzw. leichte Oberkörperdrehung unterstützt wird.
Erst wenn das Blatt ganz im Wasser ist, wird Druck aufgebaut, und das Paddel durchziehen beginnt. Dadurch ist das Blatt wie verankert im Wasser, was als catch bezeichnet wird. Aufspritzendes Wasser, gurgelndes Wasser und Wirbel mit Luftblasen direkt hinter dem Paddelblatt sind Kennzeichen für einen schlechten catch. Beim Durchziehen wird mit der unteren Hand gezogen, und gleichzeitig die obere Hand nach vorne gedrückt.

Das Paddel wird nur so weit durchgezogen, bis die untere Hand („Schafthand“ beim Kanadier, „Zughand“ beim Kajak) auf Sitzhöhe ist. Geht man beim Paddelschlag über die Linie der Hüfte hinaus, dann fängt man an das Paddel herauszuheben, und damit sich selbst nach unten zu drücken. Weiteres Durchziehen erzeugt deswegen nahezu keinen Vortrieb mehr, kostet aber unverändert Kraft, und kann unter Umständen das Kanu in eine störende gautschende Bewegung versetzen.
Beim Paddel ausholen wird das Paddelblatt seitlich aus dem Wasser geschlenzt. Je nach Anstellung des Paddelblatts können dabei noch kleine Steuerimpulse für Kurskorrekturen integriert werden (siehe Steuerschläge).
Das Paddelblatt soll beim Paddel vorholen möglichst horizontal sein. Besonders bei Seiten- und Gegenwind wird so der Widerstand und damit die Bremswirkung des Windes merklich reduziert. Bei stärker gedrehten Doppelpaddel geschieht das automatisch, wie auch beim Stechpaddel wenn das Paddel zum Vorholen waagrecht gehalten wird.

### Terminologie
Die untere Hand, die beim Schlag nahe an dem Blatt ist, das sich im Wasser befindet, heißt beim Stechpaddel „Schafthand“, beim Doppelpaddel „Zughand“. Die obere Hand wird beim Stechpaddel als „Knauf-“ oder „Führungshand“ und beim Doppelpaddel als „Druckhand“ bezeichnet.
Die Seite des Kanus, auf der sich das Paddelblatt im Wasser befindet, ist onside oder die „Aktive Seite“, die andere Seite offside oder die „Passive Seite“.
Bei Kajaks (Doppelpaddel) wechseln im Normalfall onside und offside bei jedem Paddelschlag, bei Kanadiern (Stechpaddel) nur bei einem Seitenwechsel.
Für schnelle Korrekturschläge (siehe weiter unten bei Ziehschlag), z. B. im Wildwasser, kann ein „übergegriffener“ Paddelschlag auf der (eigentlichen) „passiven Seite“ durchgeführt werden.
Die Seite des Paddelblatts, auf die bei einem normalen Paddelschlag der Wasserdruck wirkt, ist die „Vorderseite“, die andere entsprechend die „Rückseite“.

## Paddelschläge
Die Paddelschläge sind für Kajak und Kanadier über weite Strecken vergleichbar. Geringe Unterschiede sind durch das Paddel (Doppelpaddel / Stechpaddel) bedingt, und dadurch dass beim Doppelpaddel mit jedem Schlag ein „Seitenwechsel“ stattfindet, während beim Stechpaddel viele Schläge nacheinander auf einer Seite erfolgen. Die Unterschiede können aber ausgeblendet werden, wenn man die Betrachtung auf nur einen einzigen Paddelschlag (beim Kajak gleichzeitig auf eine Seite) begrenzt.

Weitere geringe Unterschiede entstehen daraus, ob ein Kanu alleine gepaddelt wird, oder von zwei Paddlern.

### Grundschlag

Grundschlag (hier mit einem Bentshaft-Paddel) auf einem Auslegerkanu

Der Grundschlag ist ein reiner Treibschlag und dient der Bewegung vorwärts. Das Paddel wird vorne eingesetzt und parallel am Boot entlang durchgezogen. Das Paddelblatt soll dabei im rechten Winkel zur Kiellinie ausgerichtet sein. Der Paddelschaft soll (von hinten betrachtet) möglichst senkrecht geführt werden. Dazu muss während des Durchziehens die Druck- bzw. Führungshand auf die Aktive Seite ragen. Sie geht dabei also weit über die Mittellinie hinaus (Im Gegensatz zur obsoleten Regel dies nicht zu tun). Dies wird durch die Oberkörperrotation unterstützt.
Um die Oberkörperrotation zu fördern wandert das Paddel kontinuierlich etwas (ca. 25 cm) vom Kajak weg. Es folgt in etwa dem Lauf der Bugwelle. Beim Wingpaddel gibt es eine spezielle Technik, bei der man das Paddel weiter nach außen führt. Beim Kanadier soll das Paddel parallel zur Kiellinie, mit möglichst wenig seitlichem Abstand geführt werden.

### Bogenschlag
Der Bogenschlag ist ein Treib- und Steuerschlag, mit dem der Kurs des Kanus in Richtung der Passiven Seite geändert werden kann. Man führt das Paddel in einem Bogen, mit dem Paddler als Mittelpunkt. Der Bogenschlag wird mit gestreckter Zug- bzw. Schafthand um den Rumpf geführt, das Blatt möglichst weit hinausgestreckt. Dabei das Blatt so weit vorne wie möglich einsetzen und den Arm gestreckt lassen.

Solopaddler führen den Bogenschlag als Halbkreis aus, in Zweierbooten nur als Viertelkreis.

### Ziehschlag
Der Ziehschlag ist ein Steuerschlag, mit dem eine Kurve eingeleitet oder das Kanu zur Aktiven Seite hin seitlich versetzt werden kann. Seine Wirkrichtung ist quer zur Kiellinie. Es gibt zwei Arten von Ziehschlägen: Den dynamischen und den statischen. Beim dynamischen Ziehschlag wird das Paddel weit draußen eingesetzt, das Paddelblatt parallel zur Kiellinie und der Schaft möglichst senkrecht. Dann wird das Paddel quer zur Kiellinie bis an die Bootswand hereingezogen, und zuletzt nach hinten ausgeschlenzt.

Beim statischen Ziehschlag wird das Paddel nur ins Wasser eingetaucht und in dieser Position gehalten. Dabei verankert man das Paddel durch leichtes Aufstellen im Wasser, so dass man mit dem Kanu darum herum schwingt, und die Wasserströmung bzw. die Fahrt des Kanus ausgenutzt wird. Der statische Ziehschlag wird z. B. beim Ein- oder Ausfahren von Kehrwasser eingesetzt.
Der Ziehschlag kann auch schräg zur Kiellinie ausgeführt werden. Damit wird es ein kombinierter Treib- und Steuerschlag.
Eine weitere Variante ist der übergegriffene Ziehschlag (cross duffek). Er kommt zur Anwendung, wenn eine Kurve oder seitlicher Versatz zur Passiven Seite hin erforderlich ist, und ein normaler Seitenwechsel zu viel Zeit benötigen würde. Dabei wird das Paddelblatt durch starke Oberkörperdrehung auf die Passive Seite gebracht und dort ins Wasser getaucht. Der Schlag wird meist als statischer Schlag und insbesondere von Bugpaddlern und beim Solofahren angewendet.

### 8er-Schlag

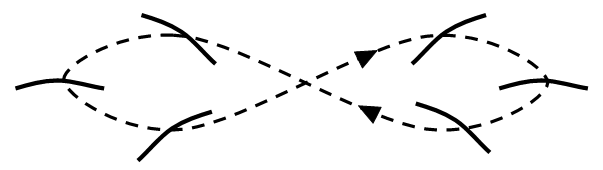
Weg des Paddelblatts im Wasser beim Achterschlag

Der Achterschlag ist eine besondere Form des dynamischen Ziehschlags. Mit ihm kann das Kanu kontinuierlich und mit gleichmäßigem, ununterbrochenem Zug seitlich versetzt werden. Dazu wird das Blatt auf einer parallel zur Kiellinie gedachten 8 geführt, und das Blatt (ähnlich dem Funktionsprinzip des Zykloidalpropellers) stets leicht angestellt.

### Drückschlag
Der Drückschlag ist ein umgekehrter Ziehschlag, bei dem das Paddel direkt an der Bootswand eingesetzt und dann zur Seite weggedrückt wird. Auch hier gibt es die statische und die dynamische Variante.
Es gibt auch die Variante („Hebelschlag“), bei der das Paddel nach dem Eintauchen an die Bootswand angelegt, und das Paddel gehebelt wird. Durch den Hebel ist der Paddelschlag zwar kurz, aber sehr kräftig und angenehmer durchzuführen. Mit einer Paddelführung, die mehrere Hebelschläge direkt aneinanderreiht und bei der das Blatt nicht aus dem Wasser genommen wird („Wriggschlag“), kann das Kanu sehr effektiv seitlich versetzt oder in eine enge Kurve gezwungen werden. Dazu wird das Paddelblatt in einer Ausrichtung parallel zur Kiellinie nach außen gehebelt. Dann wird das Blatt um 90° gedreht, und ohne aus dem Wasser genommen zu werden wieder an die Bootswand herangeführt. Die Schafthand bzw. Zughand dient dabei als Dolle.

### C-Schlag
Der C-Schlag ist ein umgekehrter Bogenschlag und stellt eine kombinierte Abfolge aus Zieh-, Grund- und Drückschlag dar: Das Paddel wird weit vorne und außen eingetaucht, und dann in einem Bogen dicht an der Bordwand vorbei bis hinten außen durchgeführt. Mit diesem Schlag wird das Abdrehen des Kanus zur Passiven Seite hin kompensiert, der Schlag wird vorwiegend von Solopaddlern im Kanadier angewendet.

### Schlag rückwärts
Grundschlag, Bogenschlag und C-Schlag können auch rückwärts ausgeführt werden. Wichtig ist dabei, dass das Paddel wie bei den Vorwärtsschlägen gehalten wird. Somit ändert sich die Stellung des Paddelblatts nicht, und man kann schnell reagieren wenn erforderlich.
Der Rückwärtsschlag wird zum Bremsen, zum gleichzeitigen Bremsen und Steuern, oder für die Rückwärtsfahrt verwendet.

### Steuerschlag
Mit verschiedenen Steuerschlägen lässt sich das Kanu auf Kurs halten. Die Bedeutung spezieller Steuerschläge ist bei der Verwendung von Stechpaddeln deutlich größer als bei Doppelpaddeln. Mit Doppelpaddeln wird der Großteil der Steuerung, vor allem wenn eine Steuerung allein durch Ankanten nicht möglich ist, durch die Intensität von wechselseitig ausgeführten Bogenschlägen vorgenommen.
Die einfachste Variante ist, das Paddel mit aufrechtem Blatt nach hinten zu halten und es als Ruder zu verwenden. Das wird häufig in Mehrpersonen- und Mannschaftskanadiern angewendet. Nachteilig ist dabei, dass das als Ruder verwendete Paddel so lange nicht für den Vortrieb zur Verfügung steht.
Eine Verbindung aus Treib- und Steuerschlag ist der „K-Schlag“ (auch „Konterschlag“). Hier wird am Ende des Grundschlags das Blatt hochkant gedreht (mit der Vorderseite zum Kanu) und noch einen Moment als Ruder im Wasser gehalten, bzw. als Drückschlag leicht nach außen gedrückt (gekontert). Durch dieses Kontern braucht der K-Schlag jedoch etwas mehr Zeit als der normale Grundschlag. In Zweierkanadier wird dadurch das Paddeln im Gleichtakt erschwert.
Der Steuerschlag, der das Paddeln im Gleichtakt ermöglicht, ist der „J-Schlag“. Dieser Schlag beschreibt vor dem Ende noch eine kleine Außenkurve und man dreht das Paddelblatt mit der Hinterseite nach außen (auf der linken Seite in Form eines „J“s). Der J-Schlag ermöglicht am besten das flüssige Paddeln mit feinfühligen Kurskorrekturen sowohl im Tandemkanadier, als auch im Solokanadier. Für kraftvollere Korrekturen z. B. im Wildwasser bietet sich ein Heckhebel an, bei dem das Paddel hochkant dicht am Rumpf positioniert wie eine Brechstange über den Süllrand gehebelt wird.

### Paddelstütze

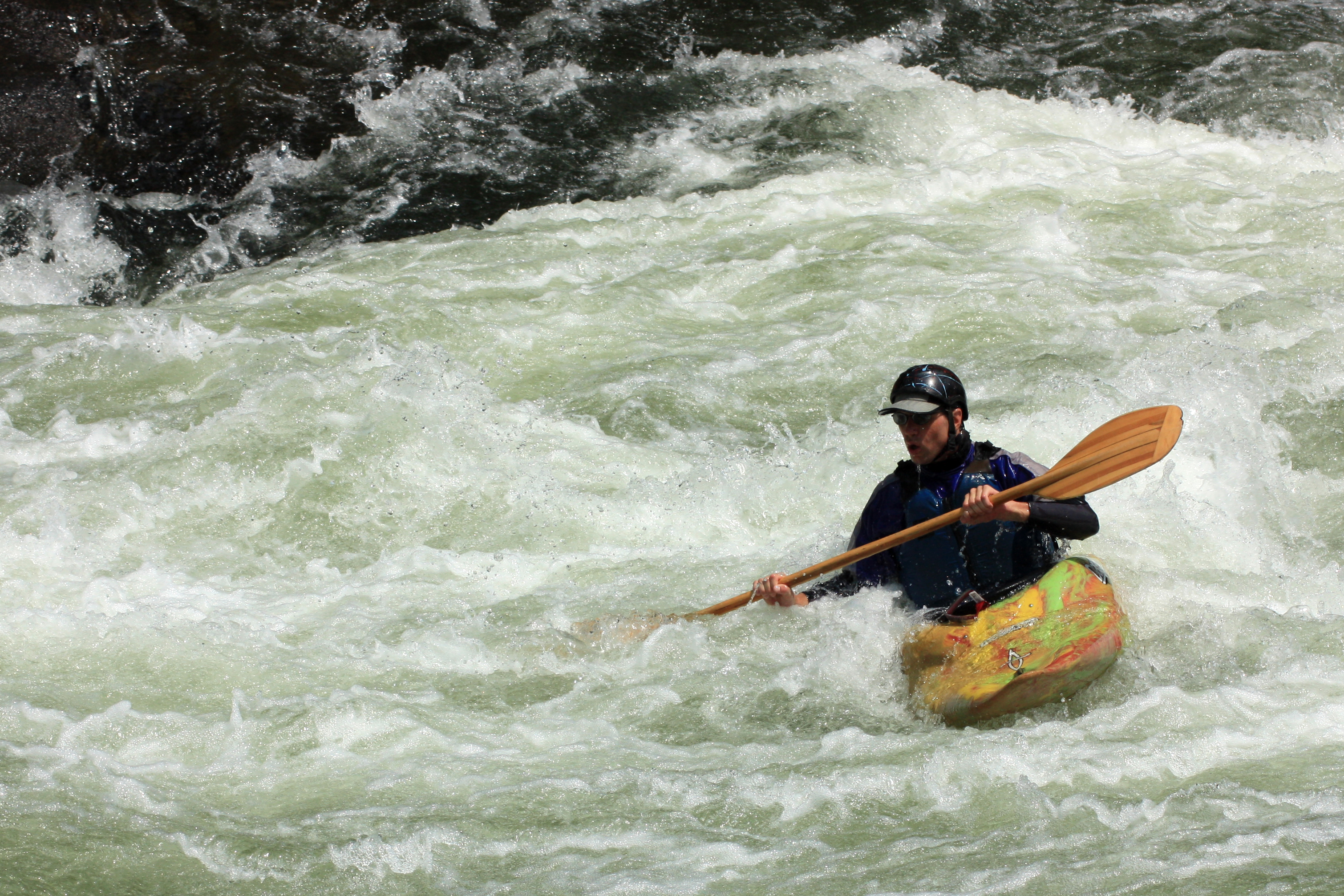
Hohe Paddelstütze (flach ausgeführt)

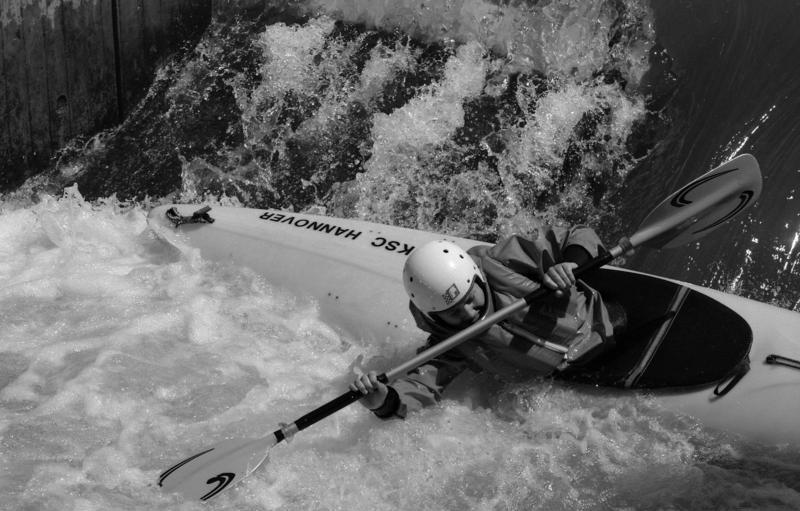
Hohe Paddelstütze

Die Paddelstütze ist ein Stützschlag, der die Stabilität des Kanus verbessert. Es gibt sie als hohe (Paddelschaft maximal auf Schulterniveau) und flache Paddelstütze (Paddelschaft etwa auf Bauchhöhe), und als statische und dynamische Paddelstütze.
Das Paddelblatt wird kräftig flach auf die Wasseroberfläche gedrückt. Durch den Wasserwiderstand kann man das Paddel belasten und sich kurzzeitig darauf abstützen. Dies ist der elementare Effekt für die Eskimorolle. Bei der statischen Paddelstütze wird – vergleichbar mit dem Ziehschlag – die Wasserströmung relativ zum Kanu ausgenutzt. Für die dynamische Paddelstütze wird das Paddelblatt mit kleiner Anstellung (vergleichbar mit dem Achterschlag) flach über das Wasser hin- und herbewegt. Grundsätzlich muss bei der Paddelstütze der Anstellwinkel zum Wasser (flach) kontrolliert werden; ansonsten kann der Wasserdruck von oben auf das Blatt wirken und dadurch das Kenterrisiko erhöhen statt vermindern.
Die hohe Paddelstütze birgt die Gefahr, dass beim Aufprall auf ein Hindernis der Paddelschaft ins Gesicht schlägt. Außerdem besteht bedingt durch die Endposition des Schultergelenks eine stark erhöhte Verletzungsgefahr.

### Grafik

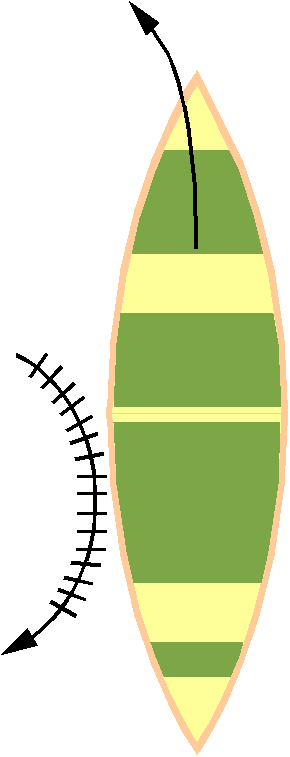
C-Schlag (Solo)
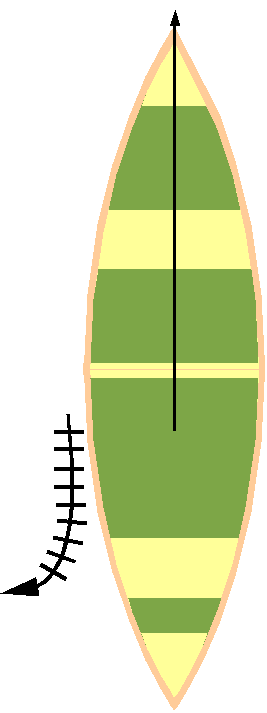
J-Schlag (Solo)

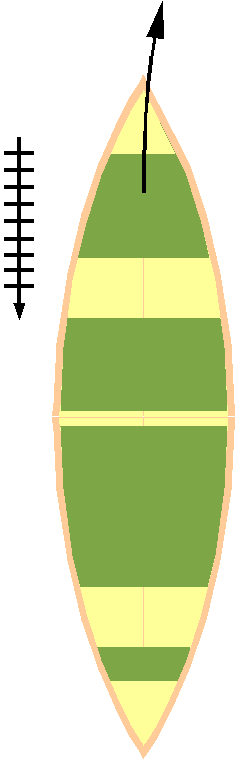
Grundschlag (2er, Front)
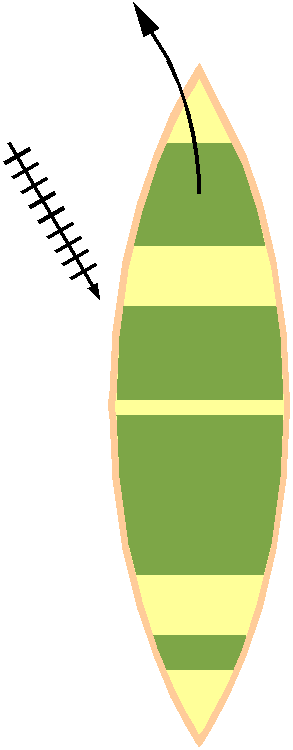
Ziehschlag vorwärts (2er, Front)
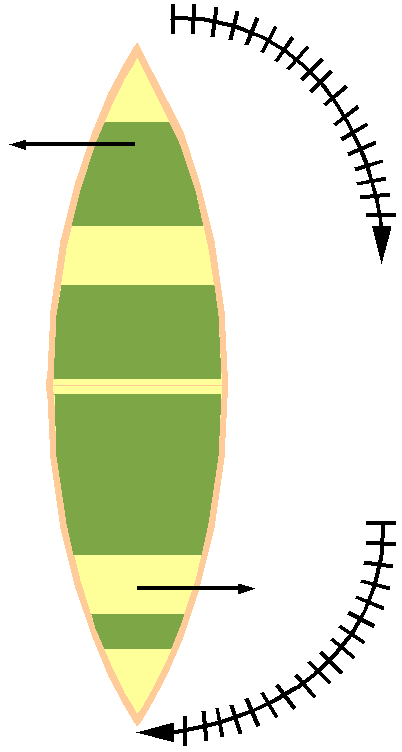
Bogenschlag vorwärts (2er)
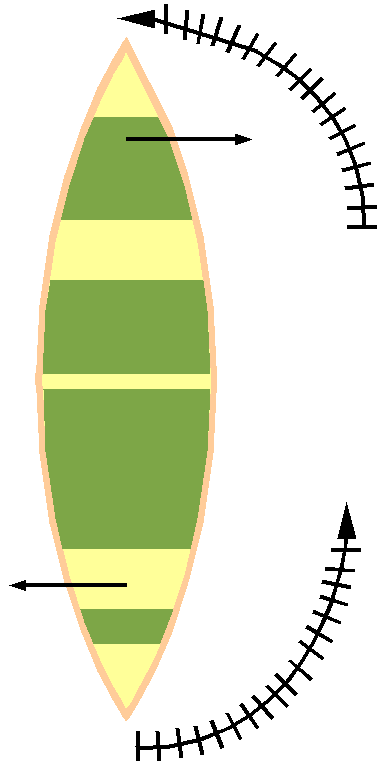
Bogenschlag rückwärts (2er)
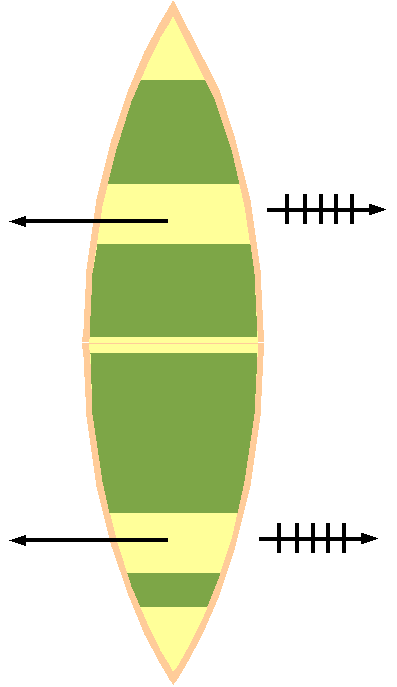
Drückschlag (2er)

## Physiologie
Beim Paddeln mit Stechpaddel kann die Paddelseite regelmäßig gewechselt werden, um eine einseitige Körperbelastung und Muskelbildung zu vermeiden. Die Zeitabschnitte für den Seitenwechsel können dabei individuell zwischen wenigen Minuten und ca. einer Viertelstunde gewählt werden. Ein Eintrainieren und Ausprägen einer „starken Seite“ gilt als ungünstig und kann nur durch bewussten und konsequenten Seitenwechsel vermieden werden. Kanadierpaddler, die sich im Wildwasser bewegen, bilden unweigerlich eine „starke Seite“ aus, auf die sie vor anspruchsvollen Flussabschnitten unwillkürlich wechseln.
In der Kanadier-Literatur werden Paddelschläge, die auf der „starken Seite“ regulär ausgeführt werden, als „Onside“ bezeichnet und solche, die auf der Gegenseite ausgeführt werden, ohne dass die Hände am Paddel die Position gewechselt haben, als „Offside“ oder „übergegriffene Paddelschläge“.
Beim Paddeln mit Doppelpaddel sollen Schulter und Oberarme in die Bewegung einbezogen werden. Bleiben diese Körperpartien zu passiv, kann die Schrägstellung des Paddelschafts nur mit den Unterarmen vorgenommen werden, was zu stärkeren Drehbewegungen in den Handgelenken führt. Dadurch kann Sehnenscheidenentzündung hervorgerufen werden.
Um die Hände zu entlasten, kann in verschiedenen Phasen des Paddelschlags der Griff gelockert werden. Beim Doppelpaddel ist das die Druckhand während der Druckphase; beim Stechpaddel beide Hände während des Vorholens.